# Референдум про незалежність Латвії (1991)
Референдум про незалежність відбувся в Латвійській Республіці 3 березня 1991 року (одночасно з аналогічним референдумом в Естонській Республіці того ж дня). Відоме як «Всенародне опитування про незалежність Латвійської Республіки», виборців на ньому запитували «Чи ви за демократичну та незалежну Латвійську Республіку?». За незалежність, згідно з офіційними даними, висловились 74,9 % від тих, хто проголосував, а явка становила 87,6 %. Цивільне населення Латвійської Республіки, приписане до підрозділів Радянської Армії, також мало право голосу на цьому опитуванні.
Незалежність Латвії була остаточно відновлена 21 серпня 1991 року.

## Результати

| Варіанти     | Голосів   | %    |
| ------------ | --------- | ---- |
| За           | 1 227 562 | 74,9 |
| Проти        | 411 374   | 25,1 |
| Недійсних    | 27 192    | —    |
| Всього       | 1 666 128 | 100  |
| Явка         | 1 902 802 | 87,6 |
| Джерело: CVK |           |      |